# چارنلاس (استان لهستان بزرگ‌تر)
چارنلاس (به لهستانی:  Czarnylas) یک روستا در لهستان است که در گمینا پژگوجتسه واقع شده‌است. چارنلاس ۱٬۰۰۰ نفر جمعیت دارد و ۱۳۳ متر بالاتر از سطح دریا واقع شده‌است.